# Resolució 2387 del Consell de Seguretat de les Nacions Unides
La Resolució 2387 del Consell de Seguretat de les Nacions Unides fou adoptada per unanimitat el 15 de novembre de 2017. El Consell va ampliar el mandat de la MINUSCA per un any fins al 15 de novembre de 2018, i la va enfortir per 900 soldats.

## Contingut
La violència havia tornat al sud-est i al nord-oest de la República Centreafricana. Les noves milícies continuaven lluitant pel territori i desestabilitzaven el país. A més, es van violar els drets humans per ambdós costats a gran escala. La violència sexual, entre altres coses, era generalitzada, i no només va ser tolerada pels comandants, sinó que també es va utilitzar com una tàctica de guerra. Les dones i les noies foren mantingudes com a esclaves sexuals durant un any i mig i, posteriorment, van tenir poc accés a l'ajuda. A causa de tota la violència, les organitzacions d'ajuda havien de retirar-se de diferents ciutats i pobles. Parts de l'Anti-Balaka també eren culpables de la neteja ètnica. Hi va haver més de 600.000 desplaçats interns i 500.000 refugiats als països veïns. L'exèrcit es mantenia feble, i els motius del conflicte ètnic van continuar existint. Una missió EUTM RCA de la Unió Europea havia de professionalitzar l'exèrcit. El comerç il·legal d'armes i recursos naturals prosperava.
El mandat de la MINUSCA es va ampliar fins al 15 de novembre de 2018. El nombre de tropes es va incrementar fins als 11.650. També es va renovar el permís per a la força francesa al país d'intervenir si la mateixa MINUSCA estava amenaçada. El personal de MINUSCA havia de ser millor seleccionat, entrenat i equipat. Hi havia hagut problemes amb el comandament, on s'havien ignorat les ordres i no s'havien donat respostes als atacs contra la població. Els cascos blaus també havien estat acusats d'abús sexual. Segons els informes citats de l'ONU, aquestes tropes provenien del Congo, Burundi, Egipte, Gabon, Camerun, Marroc, Níger, Pakistan i Zàmbia. Aquestes acusacions, malgrat la política de tolerància zero, sovint es resolien sense conseqüències. Al llarg de 2017, la força de pau havia dut a terme diverses operacions d'èxit destinades a protegir la població i dirigir-se a grups armats.